# Predajná
Predajná est un village de Slovaquie situé dans la région de Banská Bystrica.

## Histoire
Première mention écrite du village en 1284.

## Démographie

### Évolution de la population
| Année:               | 1994. | 2004.   | 2014.   | 2024.   |
| -------------------- | ----- | ------- | ------- | ------- |
| Nombre de personnes: | 1272  | 1384    | 1338    | 1265    |
| Différence:          |       | +8,80 % | -3,32 % | -5,45 % |

| Année:               | 2023. | 2024.   |
| -------------------- | ----- | ------- |
| Nombre de personnes: | 1291  | 1265    |
| Différence:          |       | -2,01 % |